# Roger Ducret
Roger François Ducret (Párizs, 1888. április 2. – Párizs, 1962. január 8.) olimpiai bajnok francia vívó.

## Sportpályafutása
Mindhárom fegyvernemben versenyzett.